# ۲۴ در ۷
۲۴ در ۷ که در کشورهای غربی به صورت 24/7 نیز نمایش داده می‌شود، یک اصطلاح است که عبارت است از ارائه خدمات، یا در دنیای سایبر بروز شدن، در ۲۴ ساعت از شبانه روز و در تمام ۷ روز در هفته. به عبارت دیگر کار به صورت تمام وقت و بدون توقف است.